# 김유 (1653년)
김유(金楺, 1653년 ~ 1719년)는 조선후기 이조참판 겸 문형을 지낸 문신이다. 자는 사직, 호는 검제, 시호는 문경, 본관은 청풍이다. 아버지는 감사 김징이고, 조부는 정랑 김극형이다.

## 생애
박세채(朴世采)·송시열(宋時烈)의 문인. 정랑(正郞)으로 1699년(숙종 25) 증광문과(增廣文科)에 병과(丙科)로 급제, 찬수낭관(纂修郎官)으로「동국여지승람(東國與地勝覽)」을 증보(增補)했으며, 1701년에 고양군수, 사도시첨정(司導寺僉正) 장례원사평(掌隷院司評), 한성부서윤(漢城府庶尹), 부평현감(富平縣監), 1707년 황해도(黃海道) 연안현감(延安縣監)시절 선정(善政)을 베푼 공으로 명주옷감 안팎의 하사(下賜)를 받고, 1708년에 호조정랑(戶曹正郞)이 되었다. 1712년에는 시강원사서(侍講院司書), 1713년에는 봉조하(奉朝賀)직을 띠고 사헌부(司憲府)장령(掌令) 사간원(司諫院)에 사간(司諫), 홍문관 수찬 등을 역임하고 1714년 시강원보덕(侍講院輔德) 수원부사(水原府使)로 통정대부에 올랐다. 평안도관찰사(平安道觀察使)를 수명하고 품계가 가선대부(嘉善大夫)에 올랐다. 평안도에서 돌아와 홍문관부제학, 사헌부 대사헌(司憲府 大司憲), 한성부우윤(漢城府右尹)에서 이조 참판(吏曹參判) 겸 양관대제학(兩館大提學)에 이르렀다. 동지춘추관사(同知春秋館事), 전생서(典牲暑)제조(提調)등을 역임하고 의정부 좌찬성(左贊成)에 추증(追贈)되었다.

## 가족
- 할아버지 : 김극형(金克亨) 화순현감, 공조정랑
  - 아버지 : 김징(金澄) 전라도관찰사, 동부승지
  - 어머니 : 이의길(李義吉) 경릉참봉 의 딸
    - 형님 : 김구(金構) 우의정
      - 조카 : 김희로(金希魯) 호조참판
        - 종손 : 김치만(金致萬)

      - 조카 : 김재로(金在魯) 영의정
        - 손자 : 김치인(金致仁) 영의정

    - 동생 : 김무(金楙)
      - 조카 : 김흥로(金興魯)
        - 손자 : 김치복(金致福)

    - 부인 : 이명진(李鳴震)의 딸, 송박(宋搏)의 딸
      - 장남 : 김정로(金正魯)
      - 차남 : 김취로(金取魯) 육조판서
        - 손자 : 김치영(金致永) - 생부 김상로(金尙魯)

      - 삼남 : 김성로(金省魯)
      - 사남 : 김약로(金若魯) 좌의정
        - 손자 : 김치공(金致恭) 대사간, 승지

      - 오남 : 김상로(金尙魯) 영의정
        - 손자 : 김치양(金致讓) 이조참의, 승지

## 관련 문화재
- 김유 초상 - 보물 제1481호

## 같이 보기
- 노론
- 벽파
- 김상로
- 김치인
- 김종수
- 김종후
- 김규식

## 참고 문헌
- 김규식의 7대조